# Wenchuanzhen (ort i Kina, Shaanxi, lat 33,21, long 107,17)
Wenchuanzhen är en ort i Kina. Den ligger i provinsen Shaanxi, i den nordvästra delen av landet, omkring 200 kilometer sydväst om provinshuvudstaden Xi'an. Antalet invånare är 14 660. Befolkningen består av 7 120 kvinnor och 7 540 män. Barn under 15 år utgör 16,0 %, vuxna 15-64 år 72 %, och äldre över 65 år 11,0 %.
Runt Wenchuanzhen är det ganska tätbefolkat, med 207 invånare per kvadratkilometer. Närmaste större samhälle är Chenggu Xian, 15,9 km öster om Wenchuanzhen. Trakten runt Wenchuanzhen består till största delen av jordbruksmark.
Genomsnittlig årsnederbörd är 1 044 millimeter. Den regnigaste månaden är juli, med i genomsnitt 226 mm nederbörd, och den torraste är december, med 2 mm nederbörd.